# Chott el-Fejaj
 (novembre 2024).
Si vous disposez d'ouvrages ou d'articles de référence ou si vous connaissez des sites web de qualité traitant du thème abordé ici, merci de compléter l'article en donnant les références utiles à sa vérifiabilité et en les liant à la section « Notes et références ».
Le Chott el-Fejaj est une sebkha située au sud de la Tunisie.
Sa limite méridionale est formée par le djebel Tebaga, qui forme aussi sa séparation avec le Chott el-Jérid. Sa limite à l'est se situe à 21 kilomètres de la mer Méditerranée.
Son fond se situe au-dessus du niveau de la mer.